# Syrioiulus andreevi
Syrioiulus andreevi är en mångfotingart som beskrevs av Jean-Paul Mauriès 1984. Syrioiulus andreevi ingår i släktet Syrioiulus och familjen kejsardubbelfotingar. Inga underarter finns listade i Catalogue of Life.